# Joachim Feldmeier

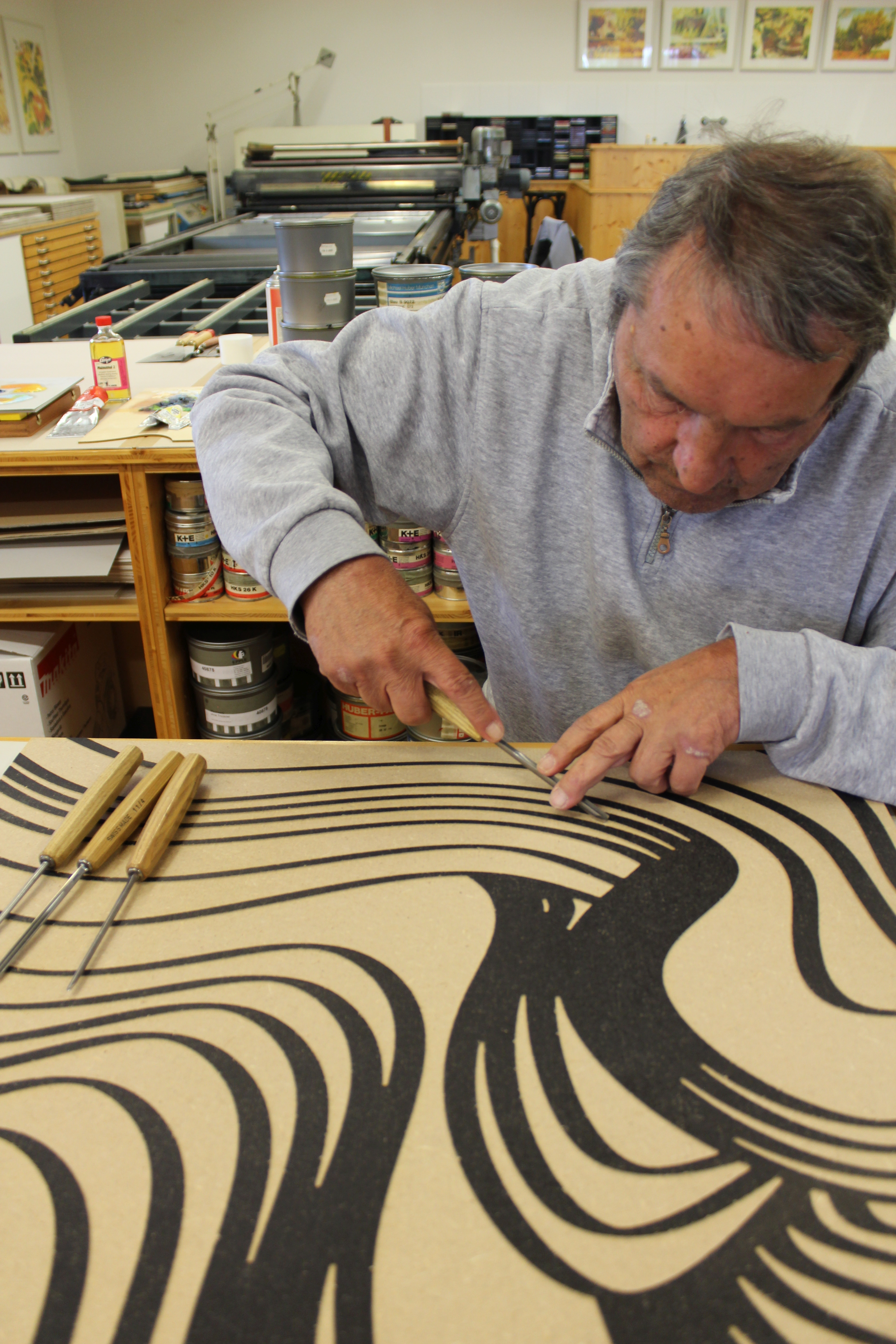
Joachim Feldmeier beim Schneiden von Korrekturen, 2016

Joachim Feldmeier (* 28. Januar 1949 in Altenstadt (Iller)) ist ein deutscher Maler, Grafiker und Holzschneider der Gegenwart.

## Leben/Werdegang
Joachim Feldmeier wurde am 28. Januar 1949 in Altenstadt (Iller) geboren. Am Jakob-Brucker-Gymnasium Kaufbeuren erlangte er 1968 die allgemeine Hochschulreife. Bis 1970 leistete er seine Wehrpflicht ab. Von 1970 bis 1972 studierte Feldmeier an der Universität München. 1974 legte er die Staatsprüfung für das Lehramt ab. Von 1974 bis 2014 unterrichtete Joachim Feldmeier an der Sophie-La-Roche-Realschule Kaufbeuren die Fächer Kunsterziehung, Werken und Technisches Zeichnen. Ab 1986 intensive Ausbildung und Lehrtätigkeit in CAD, später auch in Informatik. Seit 1993 lebt und arbeitet er in Fuchstal/Bayern.

## Werk/Wirken

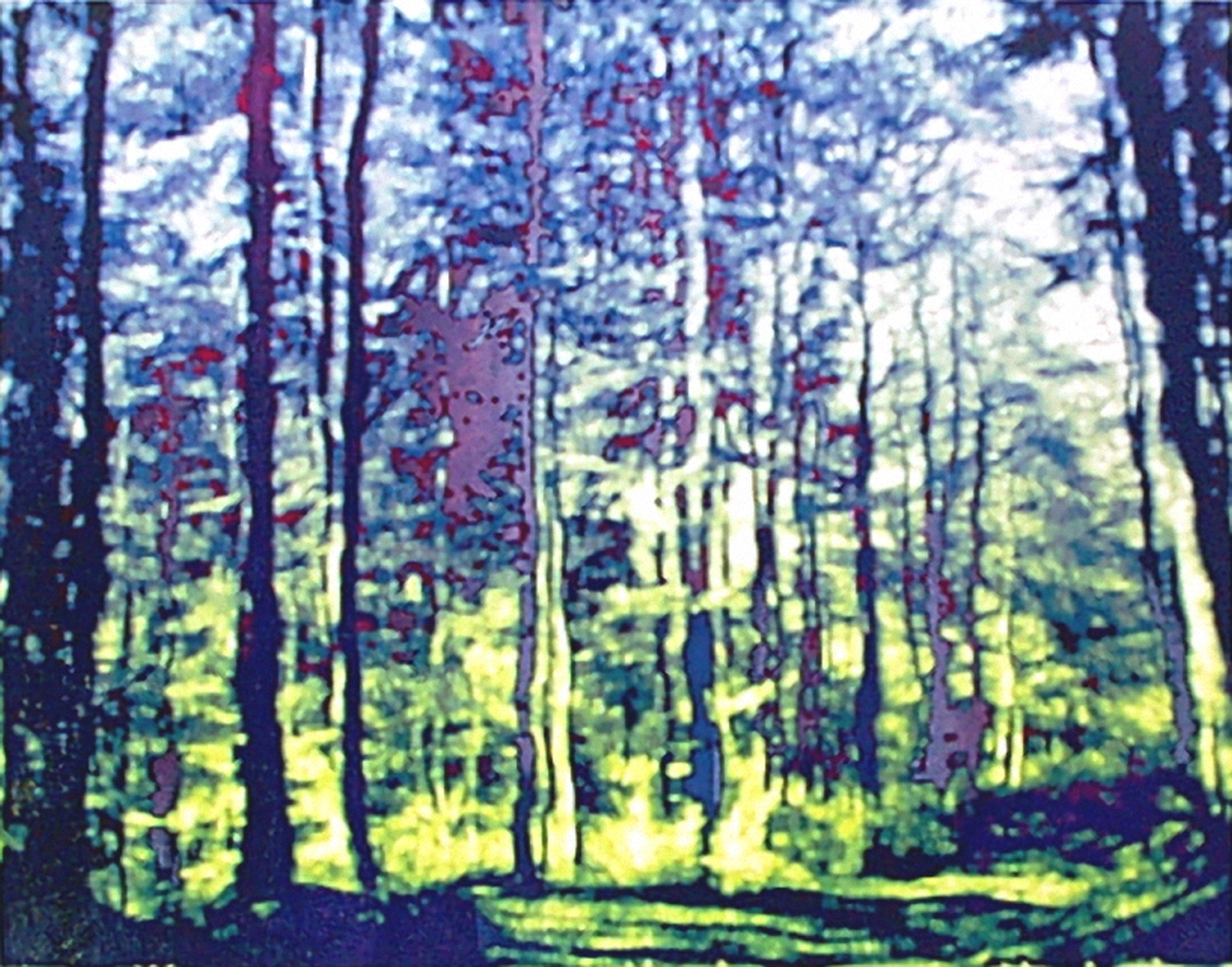
Kontraste I, 2004

Joachim Feldmeier beschäftigte sich als Maler und Grafiker mit den unterschiedlichsten bildnerischen Techniken. Seit 1983 beschränkte er sich auf druckgrafische Verfahren und wirkt seither ausschließlich als Holzschneider. Er widmet sich intensiv seinen künstlerischen Vorhaben, setzt sich mit seinen Absichten tiefgreifend auseinander und ergründet Bildmotive meist in umfangreichen Serien. Bei seinen Arbeiten handelt es sich um rein intuitive und visuelle Kunst, um das Festhalten einer flüchtigen Situation, die Verbindung von Augenblicklichkeit und Dauer, Verschwommenheit und Gestalt, Farbe und Form.

## Künstlerische Besonderheit

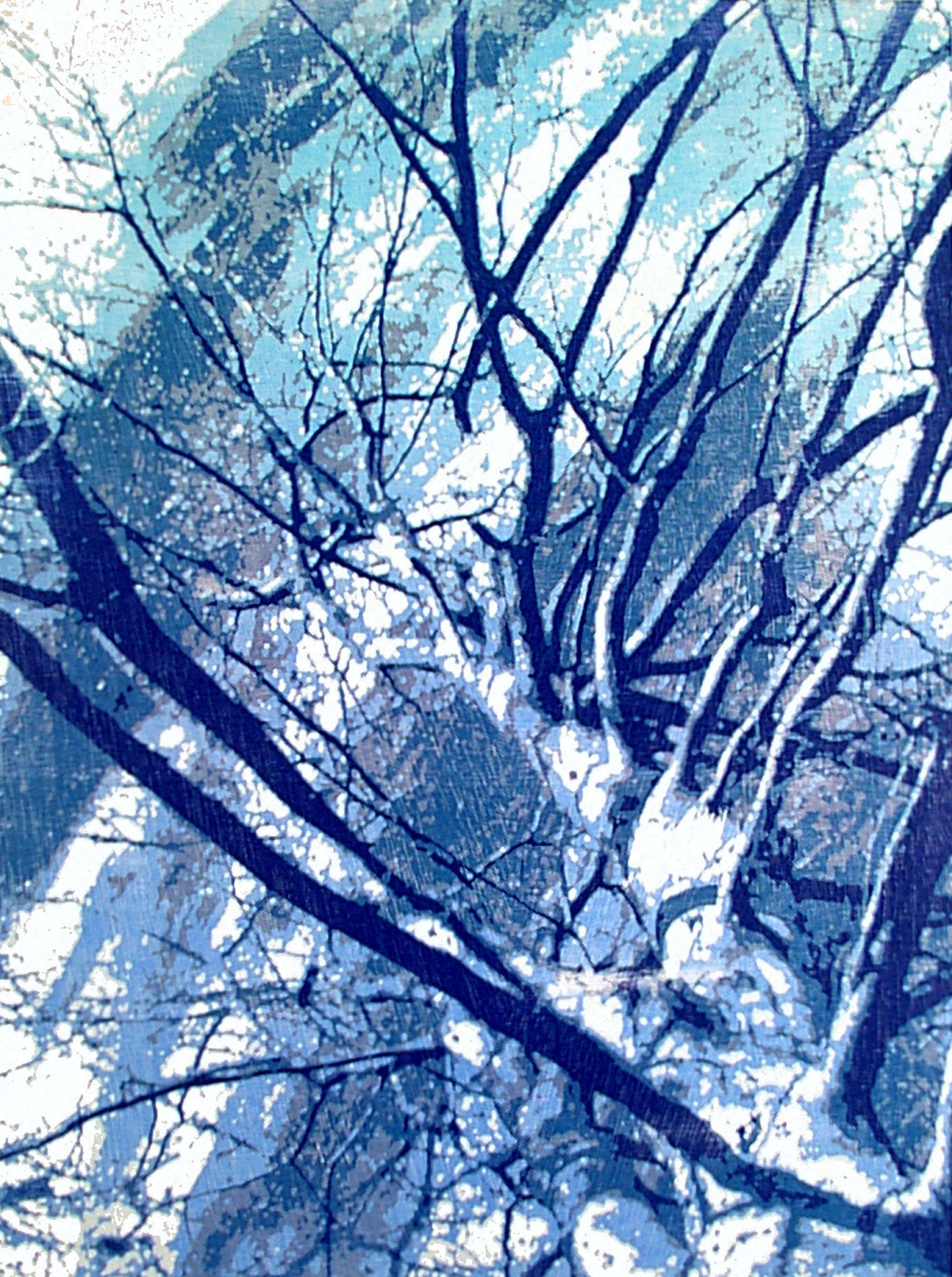
Der Erleuchtete, 2007

Joachim Feldmeier arbeitet beim Holzschnitt mit der „Verlorenen Platte“ und dem „Holzschnitt mit mehreren Druckstöcken“. Bei dem Verfahren der „Verlorenen Platte“ wird der Holzschnitt aus einem einzigen Druckstock hergestellt und zwar durch das Wegschneiden der letzten gedruckten Farbe. Die Auflagenhöhe wird schon bei der ersten Farbe festgelegt. Durch wiederholtes Wegschneiden und Drucken mit anderen Farben entstehen weitere Zustände des Druckstockes. Frühere Zustände sind „verloren“ und können somit nicht nachgedruckt werden. Beim „Holzschnitt mit mehreren Druckstöcken“ schneidet der Künstler für jede Druckfarbe einen eigenen Druckstock. Durch die Kombination dieser beiden Möglichkeiten verwendet er für einen Holzschnitt bis zu 15 Druckstöcke. Joachim Feldmeier druckt seine Blätter mit transparenten Farben, so erzielt er eine für den Holzschnitt ungewöhnlich malerische Wirkung.
Joachim Feldmeier hat den computerunterstützten Holzschnitt konzipiert. Er nennt dieses Verfahren Computer-Aided Woodcut (CAW). Dabei lässt er die Druckstöcke teilweise von einer CNC-gesteuerten Maschine bearbeiten. Erste Veröffentlichungen erschienen 1997 in der „Augsburger Allgemeine“. Andere Künstler bedienen sich mittlerweile dieser Technik.

## Ausstellungen
- 1997: Sonderschau und Druckvorführung Holzschnitt, Messe Düsseldorf Fachmesse art multiple, Düsseldorf
- 2000: Sonderschau Naturgewalten – Kräfte der Natur, Messe Frankfurt Fachmesse Gallery, Frankfurt
- 2002: A természet hatalma – Die Kraft der Natur, Szombathelyi Képtár, Szombathely, Ungarn
- 2002: Kräfte der Natur, Heylshof, Worms
- 2006: Naturgewalten, Museum Schloss Lackenbach, Lackenbach, Österreich
- 2007: Naturgewalten – Kräfte der Natur, Forum Mindelheim, Mindelheim

## Werke

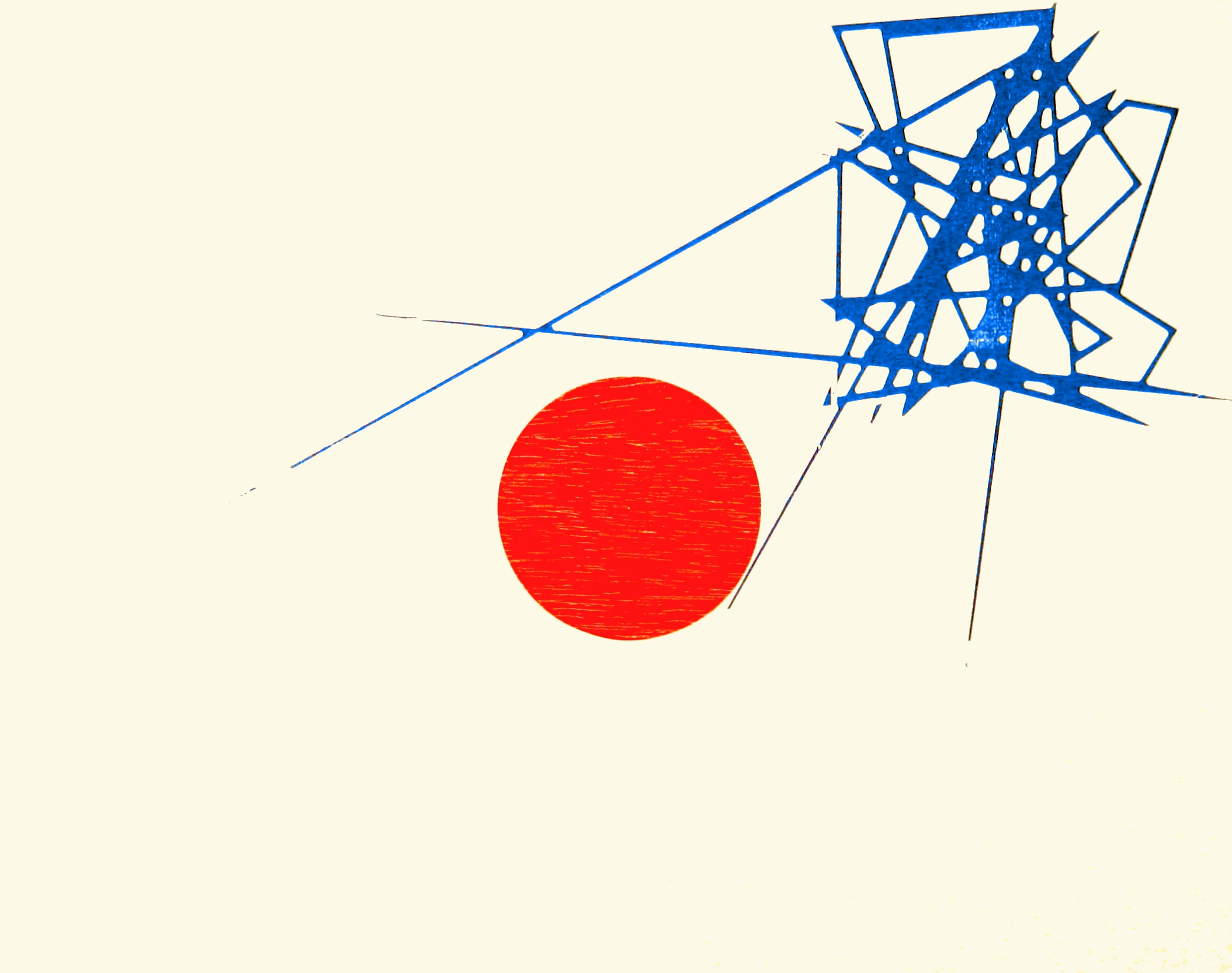
Fukushima 17, 2011

Joachim Feldmeier kann auf ein umfangreiches Œuvre zurückblicken. In seinem Werkverzeichnis sind derzeit 2070 Holzschnitte aufgeführt, Wvz-Nr. H0001 bis H2070 (Aktueller Stand Mai 2016). Es handelt sich um irisierend gedruckte Handabzüge in Kleinauflage. Die Rückseite des Drucks zeigt eine leichte Prägung, die als typisches Merkmal des manuellen Hochdrucks gilt. Alle Blätter sind handsigniert und können nicht nachgedruckt werden. Fast alle sind aufwändige Farbholzschnitte von mehreren Druckplatten. Darunter sind 80 Serien mit je 12 oder 24 Bildmotiven.
- Tropica. Mappenwerk mit 12 Holzschnitten 1995.
- Chronologie einer Stunde. Mappenwerk mit 12 Holzschnitten 1998.
- Naturgewalten – Kräfte der Natur. 56-teiliger Holzschnitt auf Leinwand (Unikat).

## Werke in öffentlichen Sammlungen

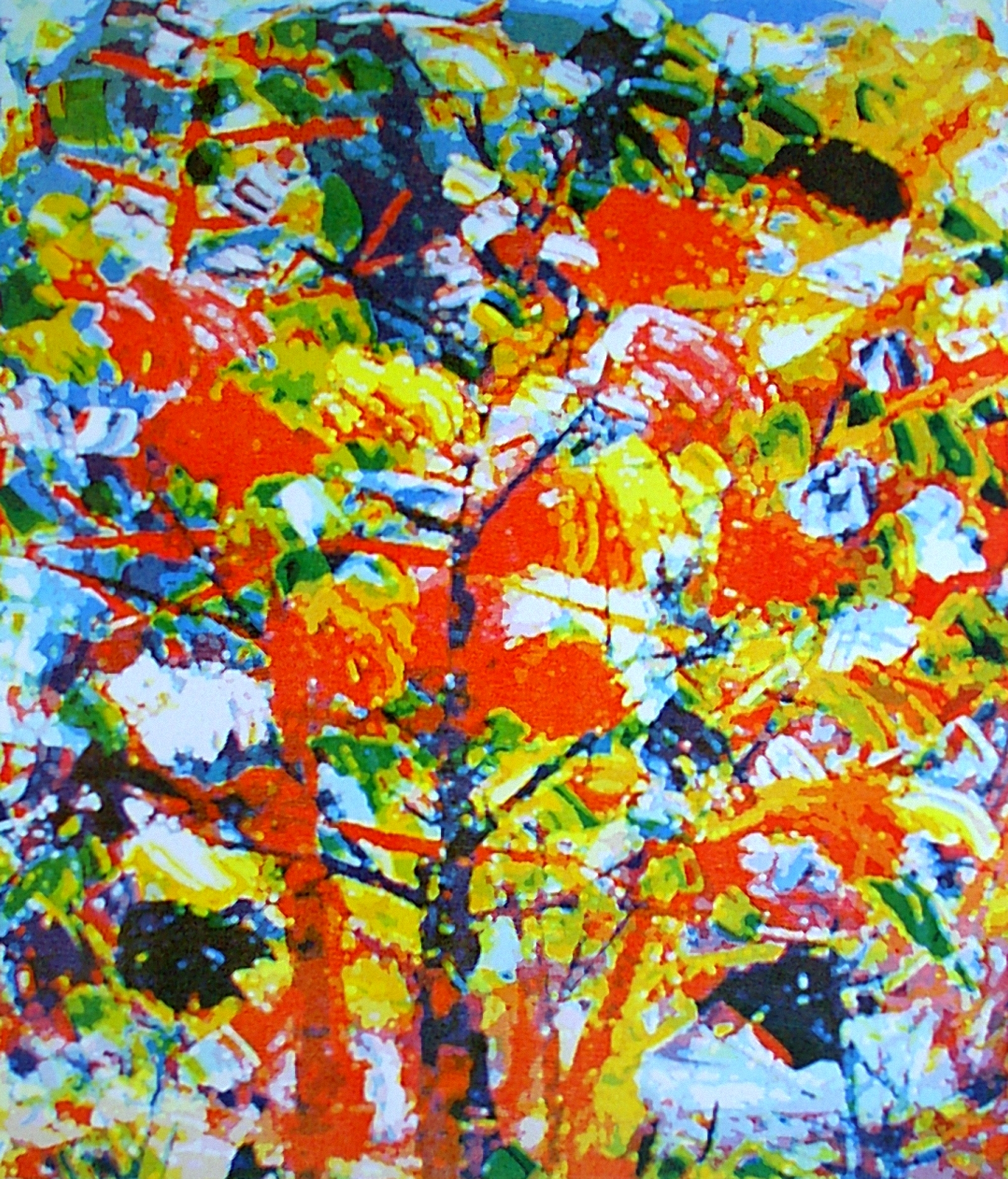
Wildes, 2008

Werke von Joachim Feldmeier sind in folgenden Sammlungen vertreten:
- Stadt Kaufbeuren
- Museum Schloss Moyland
- Bayerisches Staatsministerium München
- Bayerische Landesbank Düsseldorf
- Museo civico di Brunico, Bruneck, Italien
- Bayerische Staatsgemäldesammlungen Pinakothek der Moderne München

## Bilderserie Impression Glas (2009)

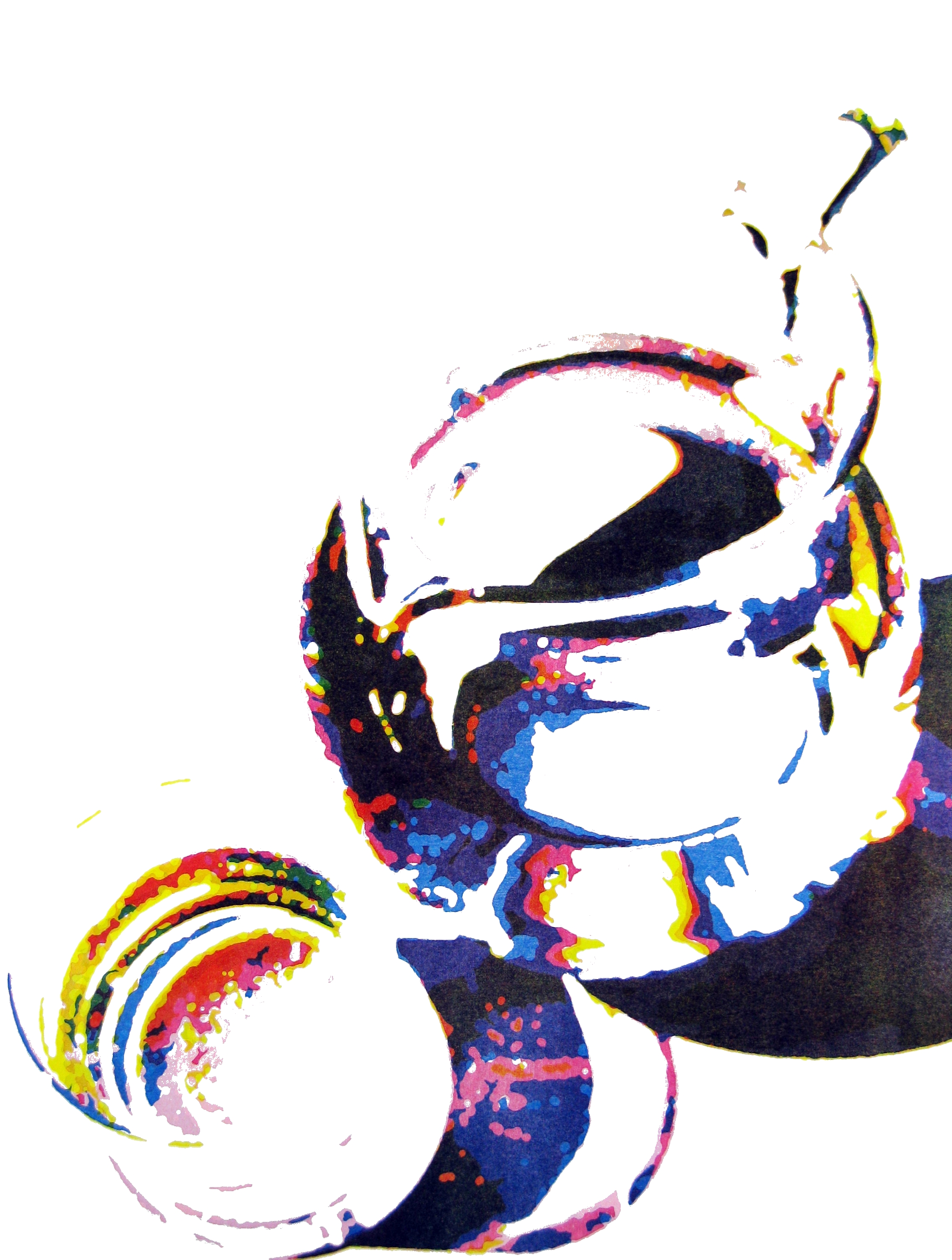
Impression Glas I
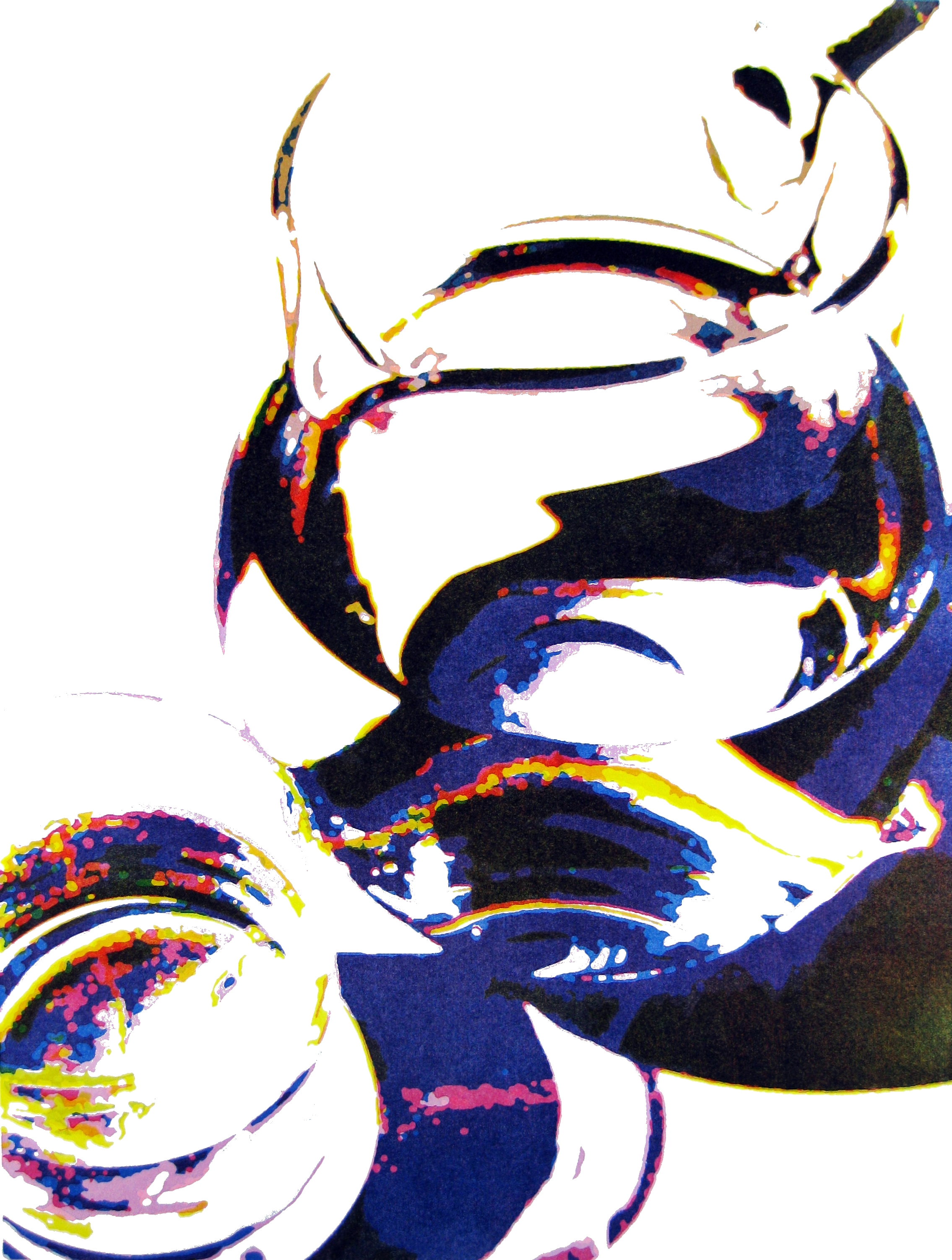
Impression Glas II
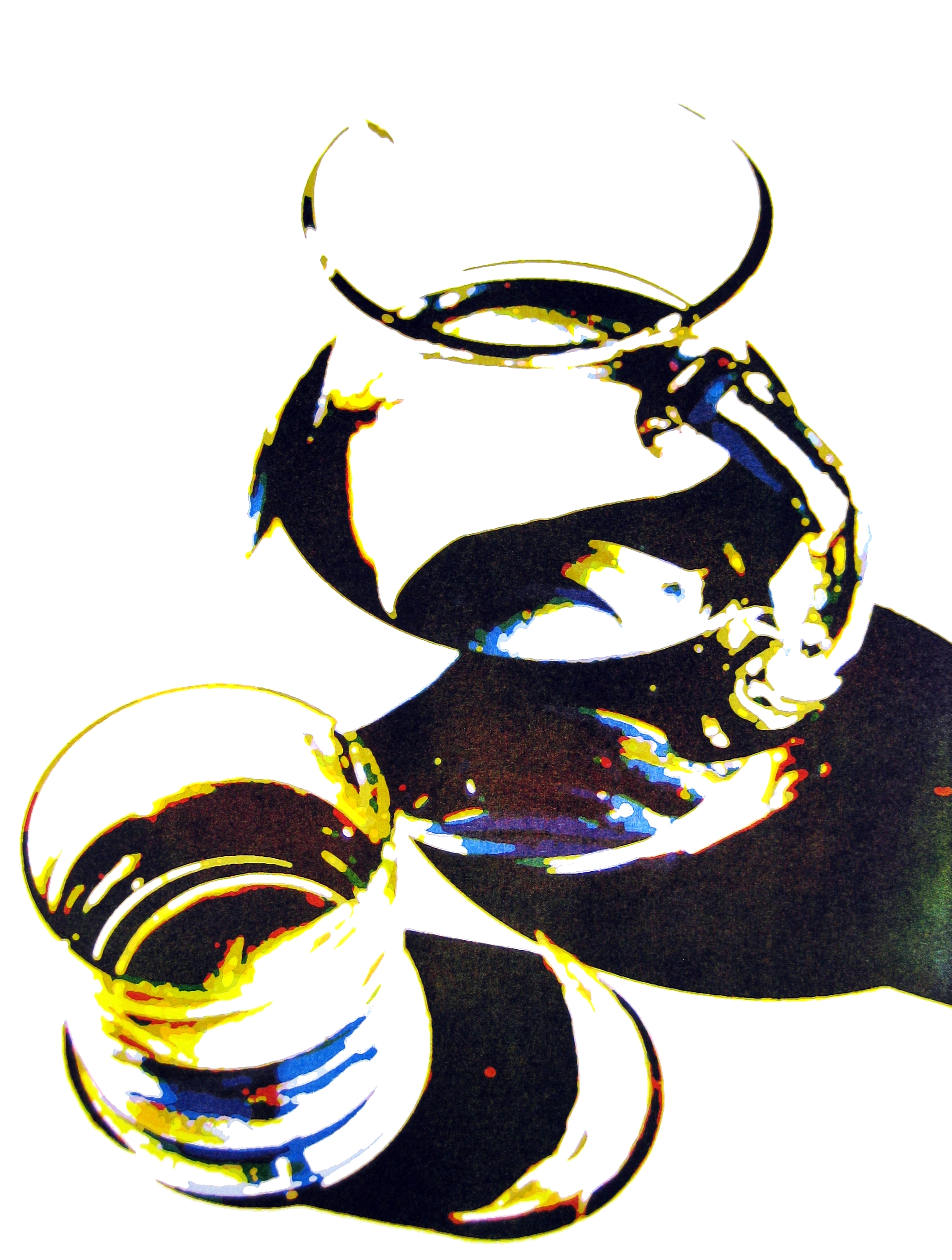
Impression Glas III
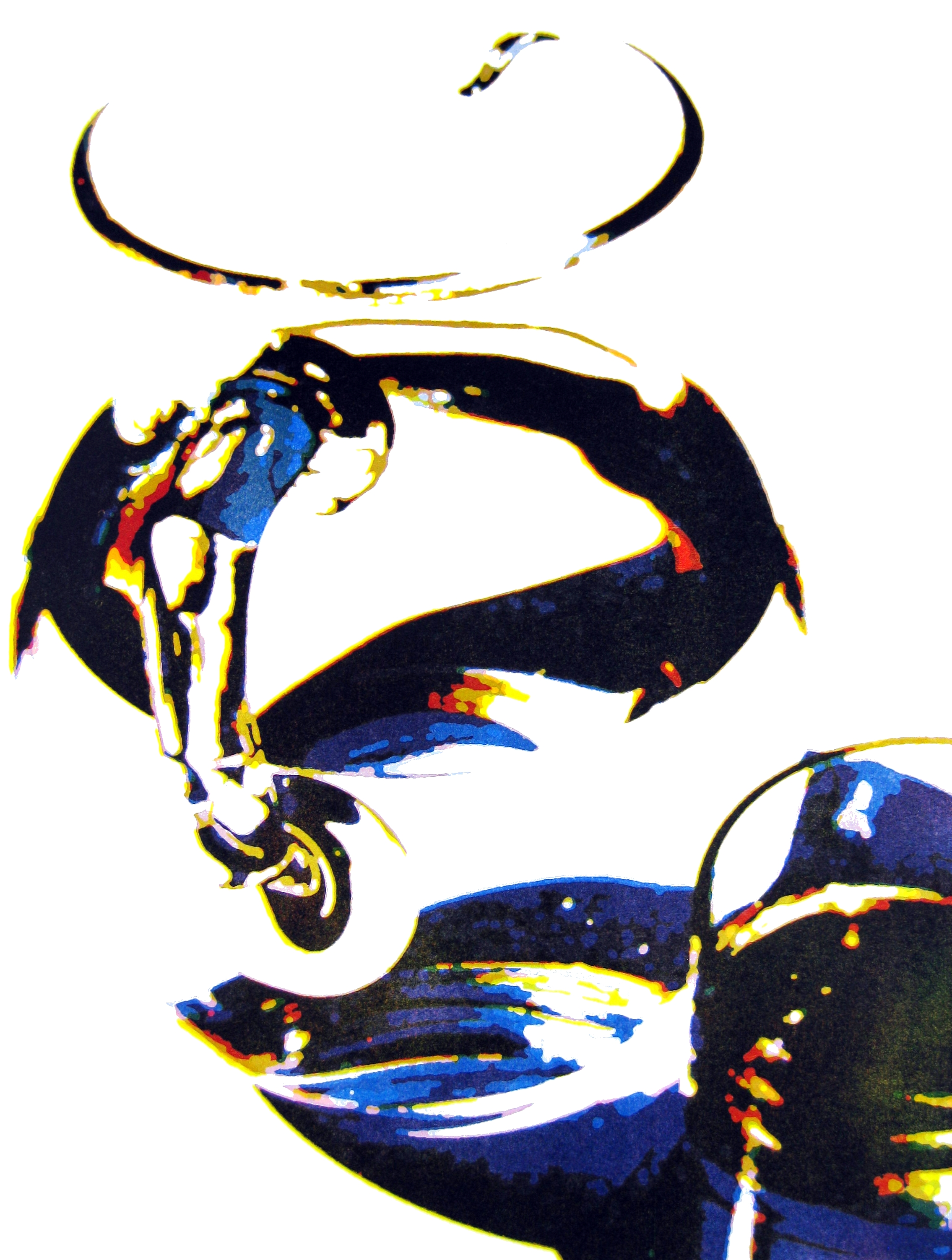
Impression Glas IV
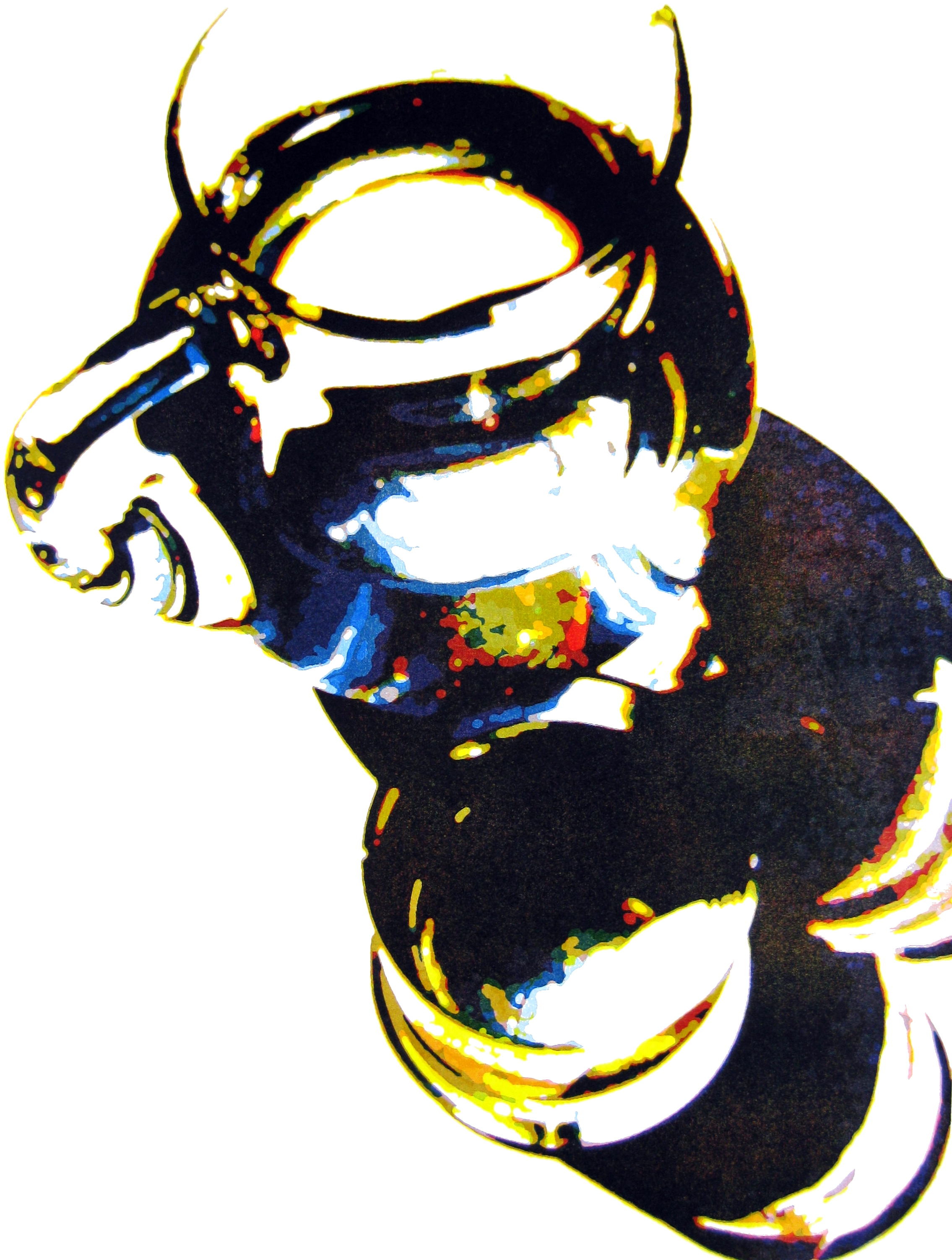
Impression Glas V
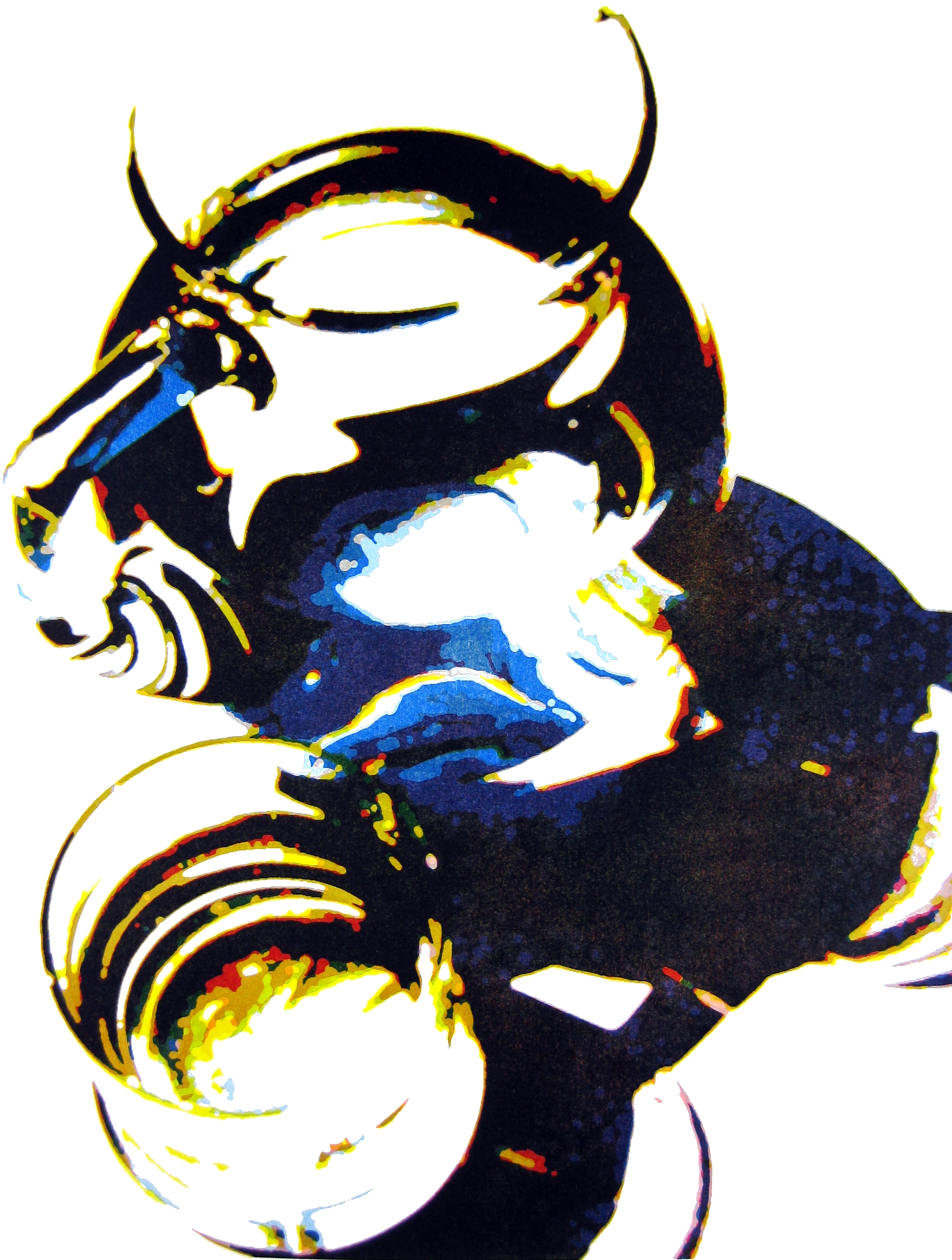
Impression Glas VI
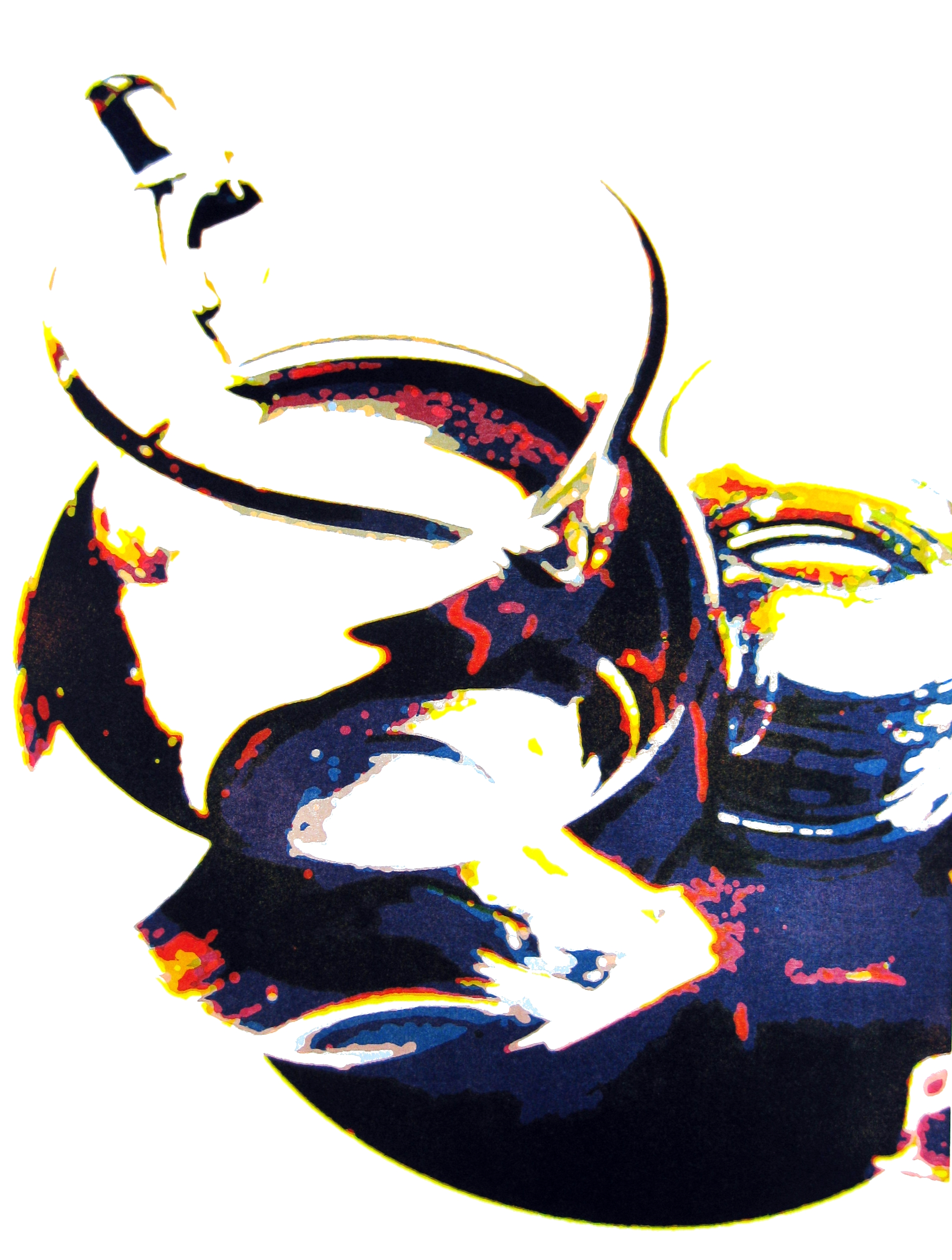
Impression Glas VII
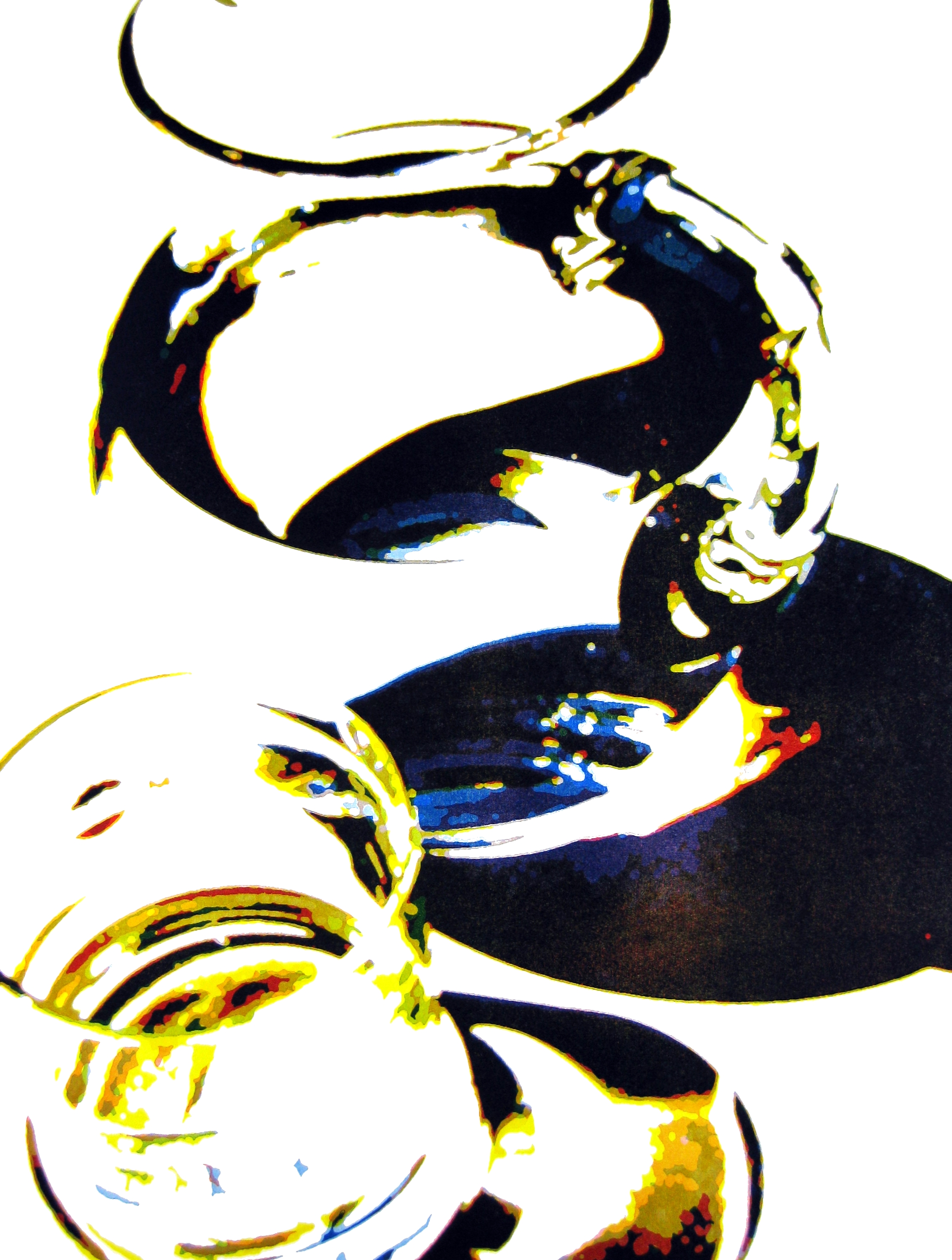
Impression Glas VIII

## Filmbeitrag
- Bayerischer Rundfunk: Joachim Feldmeier – Holzschnitte mit dem Computer. Film von Winfried Parkinson. Dauer 15 Minuten. Erstausstrahlung in der Sendung „Zwischen Spessart und Karwendel“, 1999

## Einzelnachweise

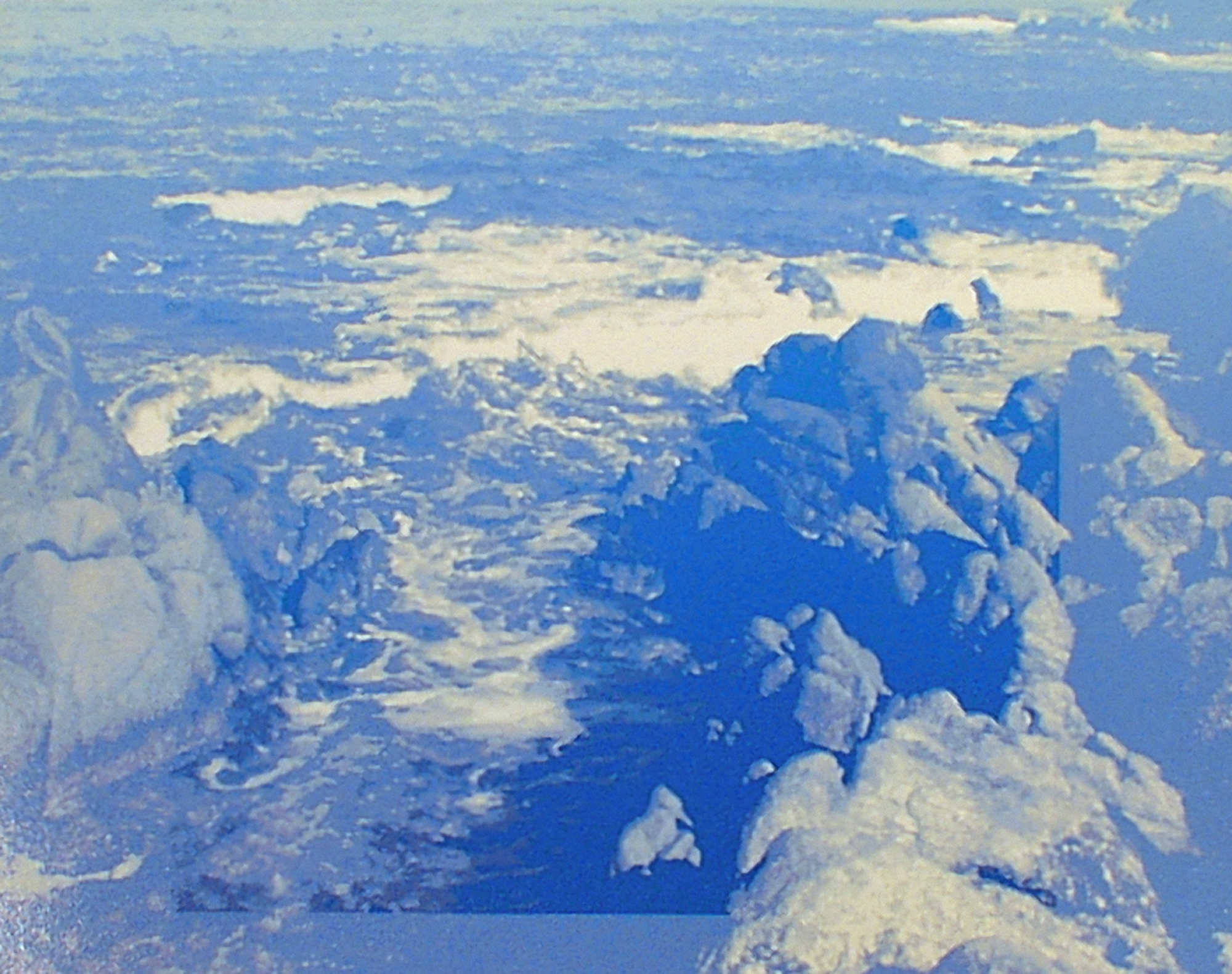
Wilde Küste, 2001